# Aéroport d'Ougolny
L'aéroport d'Ougolny (en russe : Аэропорт Угольный) est un aéroport russe situé en périphérie de la ville d'Anadyr, en Sibérie. Il cumule un usage civil et militaire.

## Histoire
L'aérodrome a été construit dans les années 1950 comme une base d'étape pour les bombardiers intercontinentaux comme le Tupolev Tu-95 et Tupolev Tu-22M, mais au cours de la Guerre froide, il deviendra la principale plaque tournante pour les vols civils dans la Tchoukotka.

## Compagnies et destinations
| Compagnies       | Destinations                                                             |
| ---------------- | ------------------------------------------------------------------------ |
| Bering Air       | Charter : Nome                                                           |
| Chukotavia       | Egvekinot, , Lavrentiya (en), Markovo (en), Pevek (en), Provideniya (en) |
| Utair            | Moscou-Vnoukovo                                                          |
| Yakutia Airlines | Khabarovsk, Magadan-Sokol (en)                                           |

Édité le 28/04/2018